# Nunius Alvarez
Nunius Alvarez OSA († 15. Juli 1491) war ein römisch-katholischer Ordensgeistlicher und Bischof von Tanger.

## Leben
Nunius Alvarez war Mitglied der Ordensgemeinschaft der Augustiner. Mit der Gründung des Bistums Tanger aus Gebieten der Bistümer von Ceuta und Marrakesch im Jahre 1459 wurde Nunius Alvarez am 27. Februar 1469 zum Bischof von Tanger ernannt. Er bekleidete das Amt bis zu seinem Tod am 15. Juli 1491.